# La marche de Saint-Sébastien
 (mars 2018).
 (mars 2018).
Si vous disposez d'ouvrages ou d'articles de référence ou si vous connaissez des sites web de qualité traitant du thème abordé ici, merci de compléter l'article en donnant les références utiles à sa vérifiabilité et en les liant à la section « Notes et références ».

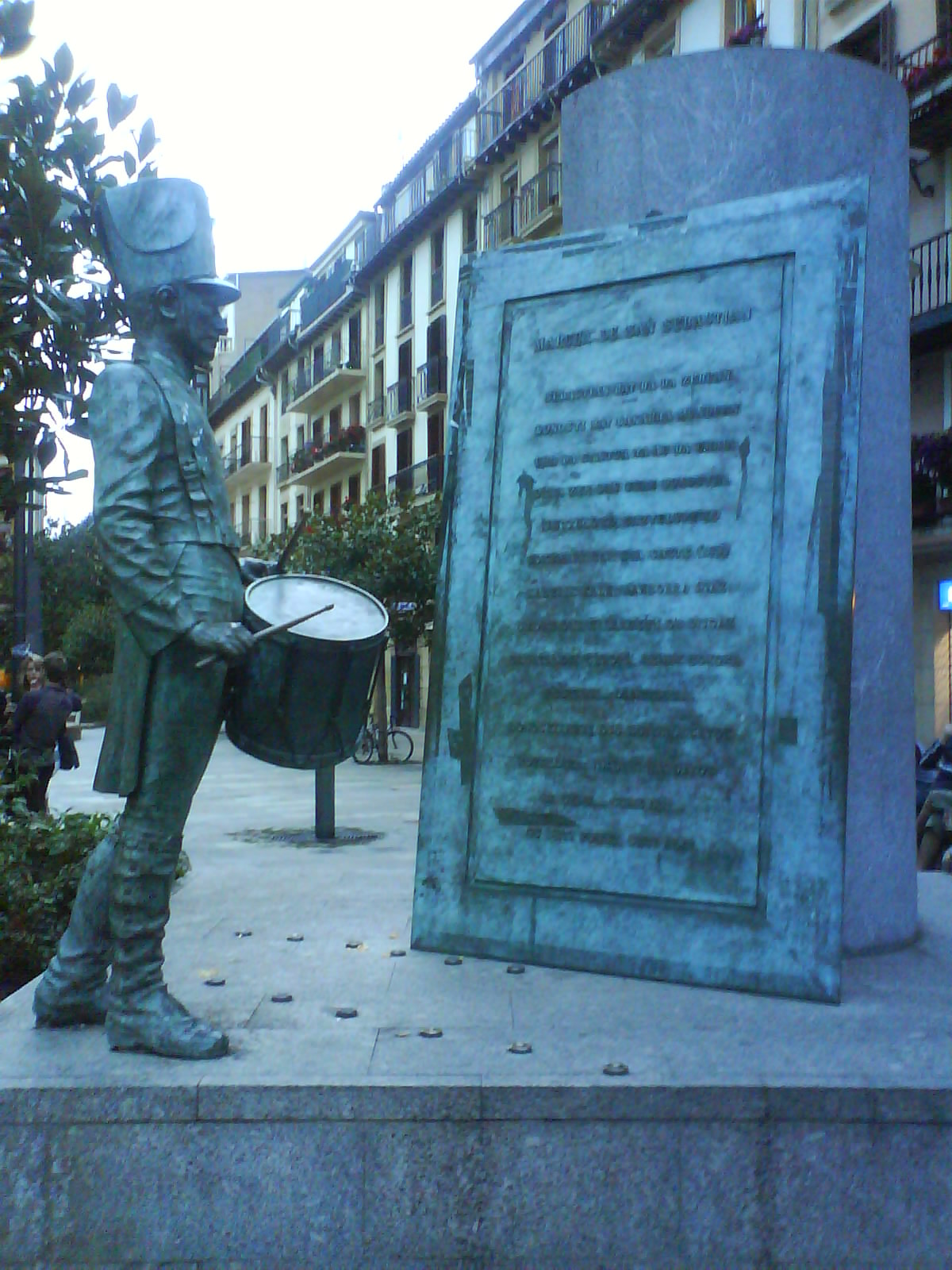
La marche de Saint-Sébastien (Espagne)

Les paroles de la Marche de Saint-Sébastien ont été écrites, en euskara, par Serafín Baroja, également père de l'auteur donostiarra Pío Baroja. 

## Paroles sur la sculpture
SEBASTIAN BAT BADA ZERUAN
DONOSTI BAT BAKARRA MUNDUAN
URA DA SANTUA TA AU DA ERRIA
ORRA ZER DAN GURE DONOSTIA.
IRUTXULO KO, GAZTELUPE'KO
JOXEMART ZAR ETA GAZTE (bis)
KALERIK KALE, DANBORRA JOAZ
UMORE ONA ZABALTZEN OR DIJOAZ
GAURTANDIK GERORA PENAK ZOKORA
FESTARA... DANTZARA...
DONOSTIARRAI OJU EGITERA GATOZ
POZALDIZ IAUTERIAK DATOZ¡ (bis)
BA GERA... GURE BAI
GU BETI POZEZ, BETI ALAI.

## Version actuellement la plus étendue
La version la plus répandue est la suivante :
| Version actuelle en euskara' Bagera! gu (e)re bai gu beti pozez, beti alai! Sebastian bat bada zeruan Donosti(a) bat bakarra munduan hura da santua ta hau da herria horra zer den gure Donostia! Irutxuloko, Gaztelupeko Joxemaritar zahar eta gazte kalerik kale danborra joaz umore ona zabaltzen hor dihoaz Joxemari! Gaurtandik gerora penak zokora Festara! Dantzara! Donostiarrei oihu egitera gatoz pozaldiz! Inauteriak datoz! | Traduction espagnole ¡Estamos! nosotros también nosotros siempre contentos, ¡siempre alegres! Hay un Sebastián en el cielo un único San Sebastián en el mundo él es el santo y éste es el pueblo ¡he ahí lo que es nuestro San Sebastián! De Irutxulo, de Gaztelupe Joxemaritar viejo y joven de calle en calle tocando el tambor allí van extendiendo el buen humor ¡Joxemari! De hoy en adelante las penas fuera ¡A la fiesta! ¡A bailar! Venimos a llamar a los donostiarras ¡Contentos! ¡Vienen los Carnavales! | Traduction française Nous Sommes ! nous aussi nous toujours heureux, toujours alègres! Il y a un Sébastien dans le ciel un seul Saint-Sébastien dans le monde il est le saint et celui-ci est le peuple il y a là ce qu'est notre Saint-Sébastien ! D'Irutxulo, de Gaztelupe Vieux Joxemaritar et jeune de rue en rue en touchant le tambour là ils étendent la bonne humeur Joxemari ! Dorénavant les peines dehors À la fête ! À danser ! Nous appelons les donostiarrak Heureux ! Arrivent les Carnavals ! |

Toutefois, et grâce à une recherche menée à bien en 2008 par la mairie de Saint-Sébastien, on est parvenu à retrouver le texte tel qu'il a été composé par Serafín Baroja, sans modification, sur la base de celui publié dans le quotidien donostiar  El Urumea  du 10 janvier 1884. Le texte original serait ce qui suit :
| Version originale Bagera...! gure bai ¡Kalera...! Nora nai ¡Beti pozez! Beti alai Sebastian bakar bat, da zeruban ta Donosti bakar bat munduban ¡Zer santuba ta zer erriya ta zer gaur egun guziko alegriya! Iruchuloko gaztelupeko, Josemaritar zar eta gazte Josemari emiakin nazte, kalerik kale, tanborra juaz umore ona banatzen or dijuaz Gaurtandik gerora penak sokora, ¡Festara! ¡Dantzara! Donostiarrai oju egitera gatoz ¡Iñauteriak datoz! | Traduction espagnole ¡Estamos...! nosotros también ¡A la calle...! A donde sea ¡Siempre contentos! Siempre alegres Hay un único Sebastián, en el cielo y un único San Sebastián en el mundo ¡Es el santo es el pueblo es la alegría de todo el día de hoy! De Iruchulo de Gaztelupe, Josemaritar viejo y joven Josemaritar mézclate con las mujeres, de calle en calle, tocando el tambor repartiendo el buen humor allí van De hoy en adelante las penas fuera, ¡A la fiesta! ¡A bailar! A llamar a los donostiarras venimos ¡Vienen los Carnavales! | Traduction française Nous Sommes… ! nous aussi À la rue… ! où que ce soit Toujours heureux ! Toujours allègres Il y a un seul Sebastien, dans le ciel et une seule Saint-Sébastien dans le monde Et le saint c'est le peuple c'est la joie de toute la journée d'aujourd'hui ! D'Iruchulo de Gaztelupe, Vieux Josemaritar et jeune Josemaritar mélange toi avec les femmes, de rue en rue, en touchant le tambour en distribuant la bonne humeur ils vont là-bas Dorénavant les peines dehors, À la festivité ! À danser ! Appelez les donostiarrak venons Arrivent les Carnavals ! |

Cette marche se divise en trois parties. La première exalte la ville (unique dans le monde), et le saint (unique dans le ciel). 
La seconde partie parle des "joxemaritarrak" (pluriel basque, josemaritar étant indéfini), qui jouent de rue en rue, amusant aux gens. Dans la version actuelle la première phrase dans laquelle on parle des "joxemaritarrak" on fait allusion aux jeunes et vieux et on répète de nouveau la même phrase. Dans la version originale, toutefois, la première phrase est égale à la version actuelle mais dans la suivante il est dit "josemari, mélange toi avec les femmes" (mézclate avec les femmes). 
Dans la troisième partie on fait référence au fait que depuis les douze coups de minuit il faut oublier les peines, puisque les joueurs de tambour vont crier dans la ville que les carnavals s'approchent. En outre, au début et à la fin de l'hymne, on nous dit "nous sommes ici nous aussi, toujours heureux, toujours allègres".